# Fombio
Fombio é uma comuna italiana da região da Lombardia, província de Lodi, com cerca de 1.807 habitantes. Estende-se por uma área de 7 km², tendo uma densidade populacional de 258 hab/km². Faz fronteira com Codogno, Somaglia, San Fiorano, Santo Stefano Lodigiano, Guardamiglio, San Rocco al Porto.

## Demografia
| Variação demográfica do município entre 1861 e 2011                               |
|                                                                                   |
| Fonte: Istituto Nazionale di Statistica (ISTAT) - Elaboração gráfica da Wikipedia |